# صلة بن أشيم
التابعي صلة بن أشيم الزاهد، العابد، القدوة، أبو الصهباء العدوي البصري، زوج العالمة معاذة العدوية.

## نسبه وقبيلته
هو صلة بن أشيم العدوي من عدي الرباب وهو عدي بن عبد مناة بن أد بن طابخة أورده سعيد القرشي. ويكنى أبا الصهباء.

## صحابة تعلم على أيديهم صلة بن أشيم
ما علمته روى سوى حديث واحد عن ابن عباس. 
نال صلة بن أشيم شرف صحبة أصحاب رسول الله فقد تربى على أيديهم وتعلم منهم، وأخذ عنهم، وقد تعلم على يد حبر الأمة، وابن عم النبي عبد الله بن عباس، وكان طاووس يقول: إن رجلا يقال له: أبو الصهباء كان كثير السؤال لابن عباس، وأخذ أيضًا عن قارئ القرآن على النبي عبد الله بن مسعود.
و حدث عنه  : أهله معاذة، والحسن، وحميد بن هلال، وثابت البناني، وغيرهم.

## أثر صلة بن أشيم في الآخرين
كان صلة بن أشيم يخرج إلى الجبانة فيتعبد فيها فكان يمر على شباب يلهون ويلعبون فيقول لهم: أخبروني عن قوم أرادوا سفرًا فحادوا النهار عن الطريق وناموا بالليل متى يقطعون سفرهم؟ قال: فكان كذلك يمر بهم ويعظهم فمر بهم ذات يوم فقال لهم: هذه المقالة فانتبه شاب منهم فقال: يا قوم، إنه لا يعني بهذا غيرنا نحن بالنهار نلهو وبالليل ننام ثم اتبع صلة فلم يزل يختلف معه إلى الجبانة فيتعبد معه حتى مات.

## جهاد صلة بن أشيم
لم يكن صلة بن أشيم عابدًا فحسب، بل جرد سيفه حاملاً إياه مجاهدًا في سبيل الله، وكان كثير الغزو، وكان أهلاً لنيل الشهادة في سبيل الله، وتقدم صلة بن أشيم هو وابن له ليجاهدا في سبيل الله فقال لابنه: أي بني تقدم فقاتل حتى أحتسبك عند الله فحمل فقاتل حتى قُتِل، ثم تقدم فقُتِل فاجتمعت النساء عند امرأته معاذة فقالت: مرحبا إن كنتن جئتن لتهنيني فمرحبا بكن وإن كنتن جئتن لغير ذلك فارجعن.

## ملامح شخصية صلة بن أشيم
الرفق واللين
عن ثابت أن صلة بن أشيم وأصحابه: أبصروا رجلاً قد أسبل إزاره فأراد أصحابه أن يأخذوه بألسنتهم فقال صلة: دعوني أكفيكموه قال: يا ابن أخي إن لي إليك حاجة قال: وما ذاك يا عم؟ قال: ترفع إزارك قال: نعم ونعمة عين فقال لأصحابه: هذا كان أمثل، لو أخذتموه قال: لا أفعل وفعل.
وقد رأى صلة بن أشيم رجلاً يكلم امرأة فقال: إن الله يراكما سترنا الله وإياكما.
اليقين التام في الله وحسن التوكل عليه
يقول حماد بن جعفر بن زيد العبدي: عن أبيه قال: خرجنا غزاة إلى - كابل - وفي الجيش صلة بن أشيم فلما دنونا من أرض العدو قال الأمير: لا يشذن من العسكر أحد، فذهبت بغلة صلة بثقلها فأخذ يصلي فقيل: إن الناس قد ذهبوا فقال: إنما هما خفيفتان قال: فدعا ثم قال: اللهم إني أقسم عليك أن ترد علي بغلتي وثقلها قال: فجاءت حتى وقفت بين يديه.
وجاء في فتاوى شيخ الإسلام ابن تيمية. «أن صلة بن أشيم مات فرسه وهو في الغزو فقال: اللهم لا تجعل لمخلوق على منة ودعا الله فأحيا له فرسه فلما وصل إلى بيته قال: يا بني خذ سرج الفرس فإنه عارية فأخذ سرجه فمات الفرس».
كثرة العبادة والتذلل إلى الله

وكان صلة قد أدرك أن هذه الحياة ما هي إلا دار عمل، فعمل على أن يتزود منها للدار الآخرة، فكان يجاهد نهارًا ويتعبد ليلاً، استحق بأن يوصف فارس بالنهار، راهب بالليل، يقول حماد بن جعفر بن زيد أن أباه قال له: خرجنا في غزوة إلى كابل وفي الجيش صلة بن أشيم فنزل الناس عند العتمة وصلوا فصلى ثم اضطجع، فقلت: لأرمقن عمله فالتمس غفلة الناس، حتى إذا قلت هدأت العيون وثب فدخل غيضة قريبا منا ودخلت على إثره فتوضأ، ثم قام يصلي وجاء أسد حتى دنا منه، فصعدت شجرة، أفتراه التفت إليه حتى سجد؟ فقلت: الآن يفترسه فلا شيء، فجلس ثم سلم ثم قال: يا سبع، اطلب الرزق في مكان أخر، فولى وإن له لزئيرًا أقول تصدع الجبال منه قال: فما زال كذلك يصلي حتى لما كان عند الصبح جلس فحمد الله بمحامد لم أسمع بمثلها إلا ما شاء الله ثم قال: اللهم إني أسألك أن تجيرني من النار أو مثلي يجترئ أن يسألك الجنة قال: ثم رجع فأصبح كأنه بات على الحشايا وأصبحت وبي من الفترة شيء الله به عليم.
وتصف زوجته عبادته فتقول: كان أبو الصهباء يصلي حتى يأتي فراشه زحفًا، أو ما يأتي فراشه إلا زحفًا.
ويقول الإمام الغزالي في إحياء علوم الدين: «كان صلة بن أشيم يصلي الليل كله فإذا كان في السحر قال إلهي ليس مثلي يطلب الجنة ولكن أجرني برحمتك من النار».

## من كلماته
عن ثابت أن صلة بن أشيم كان يقول: ما أدري بأي يومي أنا أشد فرحًا يوما باكرت فيه ذكر الله، أو يومًا غدوت فيه لبعض حاجتي فيعرض لي ذكر الله.
وجاء في حلية الأولياء «قال أبو الصهباء صلة بن أشيم: طلبت الدنيا من مظان حلالها فجعلت لا أصيب منها إلا قوتًا، أما أنا فلا أعي فيه، وأما هو فلا يجاوزني، فلما رأيت ذلك قلت: أي نفسي جعل رزقك كفافًا فاربعي فربعت ولم تكد».
قال صلة بن أشيم على قبر أخ له:
فإن تنج منها تنج من ذي عظيمة... وإلا فإني لا أخالك ناجيا.

## وفاة صلة بن أشيم
مات شهيدًا في أول ولاية الحجاج بن يوسف على العراق سنة خمس وسبعين وقيل في خلافة يزيد بن معاوية وذكر أبو موسى أنه قُتِل بسجستان سنة خمس وثلاثين وهو بن مائة وثلاثين سنة.
وجاء في الطبقات لابن سعد «كان صلة قتل شهيدًا في بعض المغازي في أول إمرة الحجاج بن يوسف على العراق».

## وصلات خارجية
قصة الإسلام